# Удхам-Сингх-Нагар
Удхам-Сингх-Нагар (хинди उधमसिंहनगर जिला, англ. Udham Singh Nagar) — округ в штате Уттаракханд на севере Индии. Административный центр — город Рудрапур, расположенный в узкой низинной полосе штата, регионе Тераи.
Округ был создан в октябре 1995 года и назван в честь борца за независимость страны Удхама Сингха. В 5 км от Рудрапура находится Университет им. Говинда Баллабха Панта, известный своими учёными в области сельского хозяйства.
Население округа — 1 235 614 жителей (2001), из них индусов — 832 811, мусульман — 254 407 и сикхов — 141 462 человек.